# Ardisia foetida
Ardisia foetida là một loài thực vật có hoa trong họ Anh thảo. Loài này được Willd. ex Roem. & Schult. mô tả khoa học đầu tiên năm 1819.